# Многоцветен гущер
Многоцветните гущери (Eremias arguta) са вид влечуги от семейство Гущерови (Lacertidae).
Разпространени са в степите на Евразия от Северна Добруджа до Централна Азия.
Таксонът е описан за пръв път от Петер Симон Палас през 1773 година.

## Подвидове
- Eremias arguta arguta
- Eremias arguta darevskii
- Eremias arguta deserti
- Eremias arguta potanini
- Eremias arguta transcaucasica
- Eremias arguta uzbekistanica